# Gesang der Parzen (Brahms)

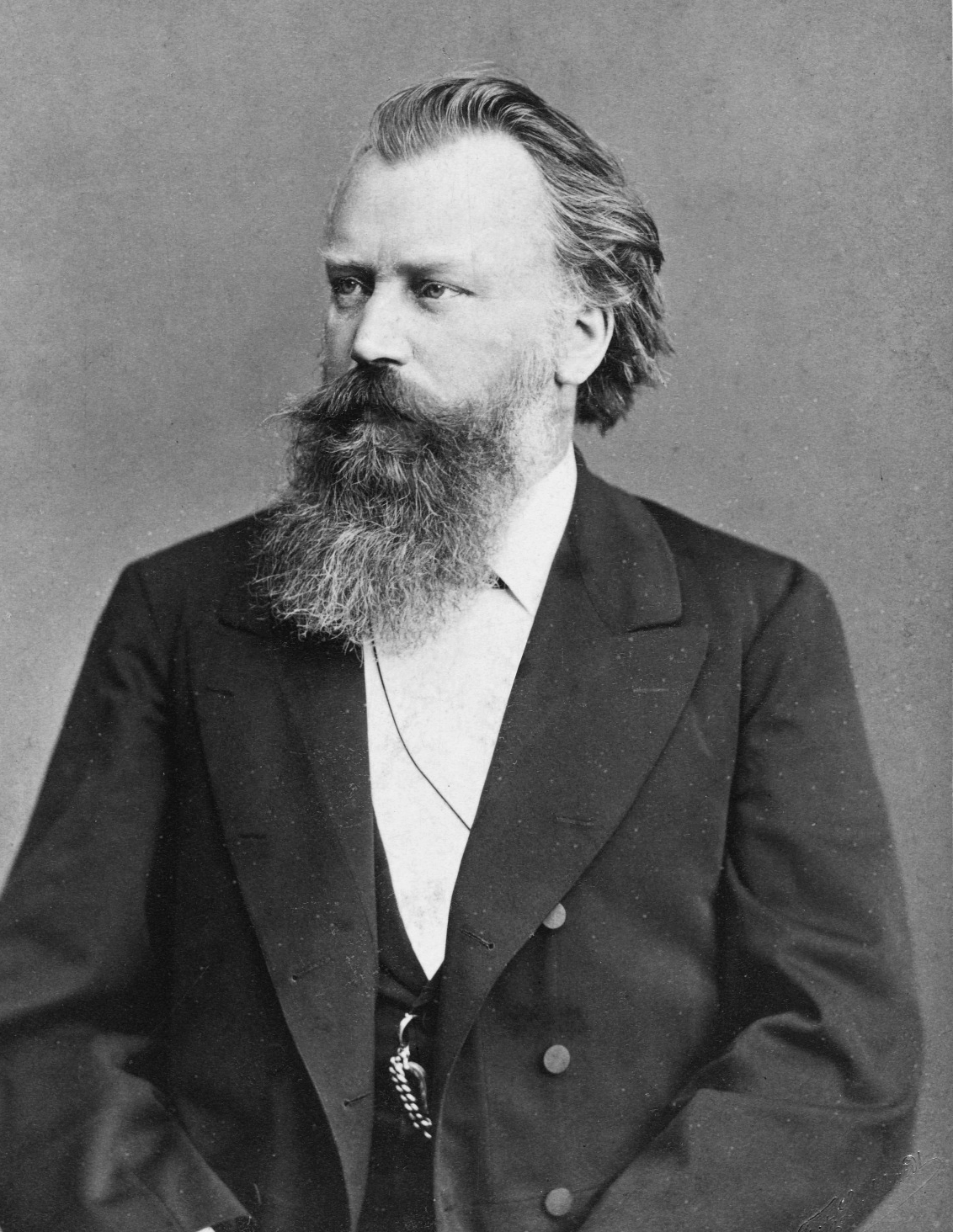
Johannes Brahms um 1885

Der Gesang der Parzen op. 89 entstand 1882 und ist ein Werk für Chor und Orchester des deutschen Komponisten Johannes Brahms (1833–1897). Darin wird ein Abschnitt aus dem Drama Iphigenie auf Tauris von Johann Wolfgang von Goethe vertont, der auf die Parzen, römische Schicksalsgöttinnen, verweist.

## Entstehung, Uraufführung und Rezeption
Der Gesang der Parzen ist die letzte Komposition für Chor und Orchester von Johannes Brahms. Mehr als 10 Jahre nach der Kantate Rinaldo op. 50 und der Alt-Rhapsodie op. 53 griff Brahms hier erneut auf einen Text Johann Wolfgang von Goethes zurück. Laut Max Kalbeck wurde Brahms durch die im Wiener Burgtheater in der Rolle der Iphigenie auftretende Schauspielerin Charlotte Wolter zur Komposition angeregt.
Das Werk entstand weitgehend im Sommer 1882 während eines Aufenthalts in Ischl, wo Brahms im Mai/Juni zunächst zwei kammermusikalische Werke fertigstellte (Klaviertrio C-Dur op. 87, Streichquintett F-Dur op. 88). Der Gesang der Parzen lag Ende Juli im Particell vor. Am 1. August übersandte er das als „eine ganz flüchtige Bleistiftzeichnung“ bezeichnete Manuskript dem befreundeten Mediziner und Musikliebhaber Theodor Billroth. Dessen positiver Reaktion antwortete Brahms am 6. August 1882: „Du glaubst nicht, wie wichtig und lieb mir Dein zustimmendes Wort ist und wie dankbar ich Dir dafür bin. Man weiß, was man gewollt und wie ernst man gewollt hat. Eigentlich sollte man auch wissen, was denn nun geworden ist; das läßt man sich aber doch lieber von andern sagen und glaubt dann gerne dem freundlichen Wort. […].“
Der von Brahms vertonte Ausschnitt des Dramas Iphigenie auf Tauris findet sich am Ende des 4. Aufzugs (Verse 1726–1766) und stellt einen Monolog der Iphigenie dar, in dem sie sich an ein Lied ihrer Amme aus Kinderzeiten erinnert. Das Schauspiel, das sich mit der Geschichte der Tantaliden beschäftigt, erfährt dort eine Zuspitzung des inneren Konflikts von Iphigenie, die sich dem Drängen des Pylades gegenübersieht, durch eine Lüge gegenüber dem König von Tauris Zeit zur Flucht zu gewinnen. In thematischer Verwandtschaft zum von Brahms bereits 1871 vertonten Schicksalslied von Hölderlin wird auch hier die Ebene der entrückten Götter den alleingelassenen bzw. im Gesang der Parzen dem Atridenfluch unterworfenen Menschen gegenübergestellt.
Frühere Vertonungen dieses Sujets stammen von Johann Friedrich Reichardt (1809) und von Ferdinand Hiller (1881), die Brahms beide bekannt waren.
Die Uraufführung erfolgte am 10. Dezember 1882 im Musiksaal Basel mit dem Basler Gesangverein und dem Orchester der Allgemeinen Musik-Gesellschaft der Stadt unter Leitung des Komponisten. Das Konzert wurde ein Erfolg und das Werk nach Neujahr erneut ins Programm genommen. Bald folgten weitere erfolgreiche Aufführungen in Städten wie Straßburg und Krefeld. Bei der Wiener Erstaufführung am 18. Februar 1883 wurde der Gesang der Parzen jedoch nur verhalten aufgenommen. Am 2. April 1883 erklang er im Rahmen eines Geburtstagskonzertes in Meiningen für den Widmungsträger, den Brahms freundschaftlich verbundenen Herzog Georg von Sachsen-Meiningen.
Der Erstdruck des Gesangs der Parzen (Partitur, Klavierauszug, Chor- und Orchesterstimmen) erschien im Februar 1883 als op. 89 im Verlag N. Simrock, Berlin.
Die früheste greifbare Aufnahme des Gesangs der Parzen ist eine Rundfunkaufnahme vom 27. November 1948 mit Arturo Toscanini, dem NBC Symphony Orchestra und dem Robert Shaw Chorale, die jedoch erst 1968 auf Langspielplatte (bei RCA Victor) erschien. Die erste reine Plattenaufnahme erschien 1951 unter Leitung von Henry Swoboda mit den Wiener Symphonikern und dem Wiener Kammerchor. 1972 folgte eine Aufnahme mit Chor und Orchester der Slowakischen Philharmonie unter Hans Swarowsky. Eine Reihe weiterer Einspielungen ab den 1980er Jahren zeugen von wachsendem Interesse an dem Werk.

## Werkbeschreibung

### Besetzung und Aufführungsdauer
Der Gesang der Parzen ist für sechsstimmigen Chor (ohne Solostimmen, Bass und Alt sind jeweils verdoppelt) und Orchester gesetzt. Die Orchesterbesetzung umfasst 2 Flöten (eine auch Piccoloflöte), 2 Oboen, 2 Klarinetten, 2 Fagotte, Kontrafagott, 4 Hörner, 2 Trompeten, 3 Posaunen, Tuba, Pauken und Streicher.
Die Aufführungsdauer liegt bei etwa 12 Minuten.

### Charakterisierung
Die Komposition des Gesangs der Parzen wirkt komprimiert, der 6-strophige Text umfasst einschließlich der instrumentalen Einleitung lediglich 176 Takte. Der Chorsatz ist vorwiegend homophon gehalten, auf für Brahms sonst typische fugierte Abschnitte wird, abgesehen von kleineren imitatorischen Einsatzverschiebungen, verzichtet. Der insgesamt große Klangkörper erscheint dunkel gefärbt durch Verdopplung der tiefen Frauen- und Männerstimmen, im Orchester durch Hinzufügung von Kontrafagott, 3 Posaunen und Tuba.
Das Werk beginnt mit einer düster-gebieterisch wirkenden, in d-Moll stehenden instrumentalen Einleitung („Maestoso“), bevor zunächst die Männer-, dann die Frauenstimmen antiphonal mit den Worten einsetzen: „Es fürchte die Götter das Menschengeschlecht!“ Das wiederkehrende Orchesterthema leitet zum nun sechsstimmigen Gesamtchor über. Tonmalerisch wird die Sphäre der Götter („Sie aber, sie bleiben in ewigen Festen an goldenen Tischen“) derjenigen der Menschen gegenübergestellt, die „vergebens harren im Finstern gebunden“. In milderen Klängen („Sehr weich und gebunden“) erscheint die fünfte Strophe mit dem Textbeginn „Es wenden die Herrscher ihr segnendes Auge von ganzen Geschlechtern“. Den Epilog bildet die leise verklingende sechste Strophe (Textbeginn: „So sangen die Parzen“), in der Tantalus seiner Nachkommen gedenkt, vom mit Pausen durchsetzten Chor mehr geflüstert als gesungen und unter geheimnisvoll wirkender Begleitung durch hohe, gedämpfte Streicher und Holzbläser (samt nur hier eingesetzter Piccoloflöte).
Am 13. Juni 1896 schrieb Brahms an Gustav Ophüls: „Über den sechsten Vers des Parzenliedes höre ich öfter philosophieren. Ich meine, dem arglosen Zuhörer müßte beim bloßen Eintritt des Dur das Herz weich und das Auge feucht werden; da erst faßt ihn der Menschheit ganzer Jammer an. […]“